# Tanggaran
Tanggaran is een bestuurslaag in het regentschap Trenggalek van de provincie Oost-Java, Indonesië. Tanggaran telt 4494 inwoners (volkstelling 2010).